# 杉本基久雄
杉本 基久雄（すぎもと きくお、1957年〈昭和32年〉2月15日 - ）は、日本の政治家。静岡県牧之原市長（2期）。

## 来歴
静岡県榛原町（現・牧之原市静谷）生まれ。学校組合立牧之原中学校卒業。1975年（昭和50年）3月、静岡県立島田商業高等学校卒業。同年4月、榛原町役場に奉職。
2007年（平成19年）牧之原市都市整備課長、2009年（平成21年）4月、牧之原市秘書広報課長、2012年（平成24年）4月、牧之原市総務部長。
2013年（平成25年）12月、牧之原市副市長に就任。
2017年（平成29年）7月31日、市役所榛原庁舎で記者会見し、任期満了に伴う牧之原市長選挙に立候補する意向を表明。会見には西原茂樹市長も同席し、杉本は「後継指名を打診され、挑戦を決意した」と説明した。8月に副市長を辞職。
第48回衆議院議員総選挙と同日に行われた市長選（2017年10月22日）において、元市議の大石健司、元旧相良町議の名波力ら2候補を退け初当選を果たした。10月30日、市長就任。選挙の結果は以下のとおり。
※当日有権者数：37,984人 最終投票率：66.59%（前回比：＋4.3pts）
| 候補者名   | 年齢 | 所属党派 | 新旧別 | 得票数   | 得票率 | 推薦・支持       |
| ---------- | ---- | -------- | ------ | -------- | ------ | ---------------- |
| 杉本基久雄 | 60   | 無所属   | 新     | 11,987票 | 48.50% | （推薦）連合静岡 |
| 大石健司   | 52   | 無所属   | 新     | 7,198票  | 29.12% |                  |
| 名波力     | 71   | 無所属   | 新     | 5,532票  | 22.38% |                  |

2021年、無投票で再選。